# Raymond Adolphe Séré de Rivières
Raymond Adolphe Séré de Rivières, francoski general in vojaški inženir, * 20. maj 1815, Albi (Tarn), † 16. februar 1895, Pariz.